# 王復貞
王復貞，山西襄垣县人，明朝政治人物。举人出身。

## 生平
王复贞是山西襄垣县人。永樂三年，參加乙酉科鄉試中舉，后任知縣。